# Kasabian
Kasabian is een Britse rockband uit Leicester. Het is opgericht in 1999 en bestaat uit zanger Tom Meighan, multi-instrumentalist Sergio Pizzorno, bassist Chris Edwards en drummer Ian Matthews. Mede-oprichter Christopher Karloff verliet de formatie in 2006.
De band debuteerde met het album Kasabian in 2004, met UK Singles Chart-top 10-single "L.S.F. (Lost Souls Forever)". In 2006 verscheen het vervolg Empire, het laatste album met Karloff die dat jaar uit de band werd gezet. Het derde album West Ryder Pauper Lunatic Asylum kwam uit in 2009. In 2011 kwam hun vierde album uit Velociraptor. In 2014 verscheen hun vijfde album 48:13. In 2017 bracht Kasabian hun zesde album uit For Crying Out Loud.

## Biografie

### 1999 - 2004: Oprichting en debuutalbum
De vier oorspronkelijke leden van de band ontmoetten elkaar in 1998 in hun woonplaats Leicester. Christopher Karloff, Tom Meighan, Sergio Pizzorno en Chris Edwards richtten een jaar later Saracuse op. Later veranderde de naam naar Kasabian. De band werd vernoemd naar Linda Kasabian, de bestuurder van Charles Mansons vluchtauto en later kroongetuige in de rechtszaak tegen Manson. De naam werd gekozen door Karloff, die op dat moment over Manson aan het lezen was. Edwards: "[Karloff] dat gewoon dat het woord gaaf klonk, het duurde letterlijk één minuut nadat de rest het had gehoord.. en toen was het beslist." Het geld dat Kasabian had werd niet uitgegeven aan optredens, maar aan het perfectioneren van de muziek in de studio. De bandleden trokken zich terug in een boerderij, ergens buiten Leicester. Hieruit ontstond een ep, waarop onder andere "Processed Beats" stond. De plaat trok de aandacht van platenmaatschappij BMG, die daarop Kasabian contracteerde.
In 2003 verscheen Kasabian in het voorprogramma van Black Rebel Motorcycle Club. Een jaar later verscheen het debuutalbum Kasabian, dat meteen in de top-5 eindigde in de UK Album Chart. De single "L.S.F." behaalde nummer 10 in de Singles Chart. In de zomer speelde de band onder andere op V Festival en de Reading en Leeds Festivals. Het jaar werd in december afgesloten met Kasabians grootste toer tot op dat moment; een concertreeks door het Verenigd Koninkrijk. In februari 2005 speelde Kasabian tijdens de NME Awards, in april gevolgd door een nieuwe Britse toer in onder andere Glasgow Academy en London Alexandra Palace. De maand erop volgde een Amerikaanse toer. Later in 2005 keerde Kasabian terug in de Verenigde Staten, maar dan als voorprogramma van Oasis. In juli verscheen het livealbum Live From Brixton Academy, een registratie van het optreden in Londen van december 2004. Het album werd alleen via download aangeboden.

### 2004 - 2006: Vertrek Karloff enEmpire

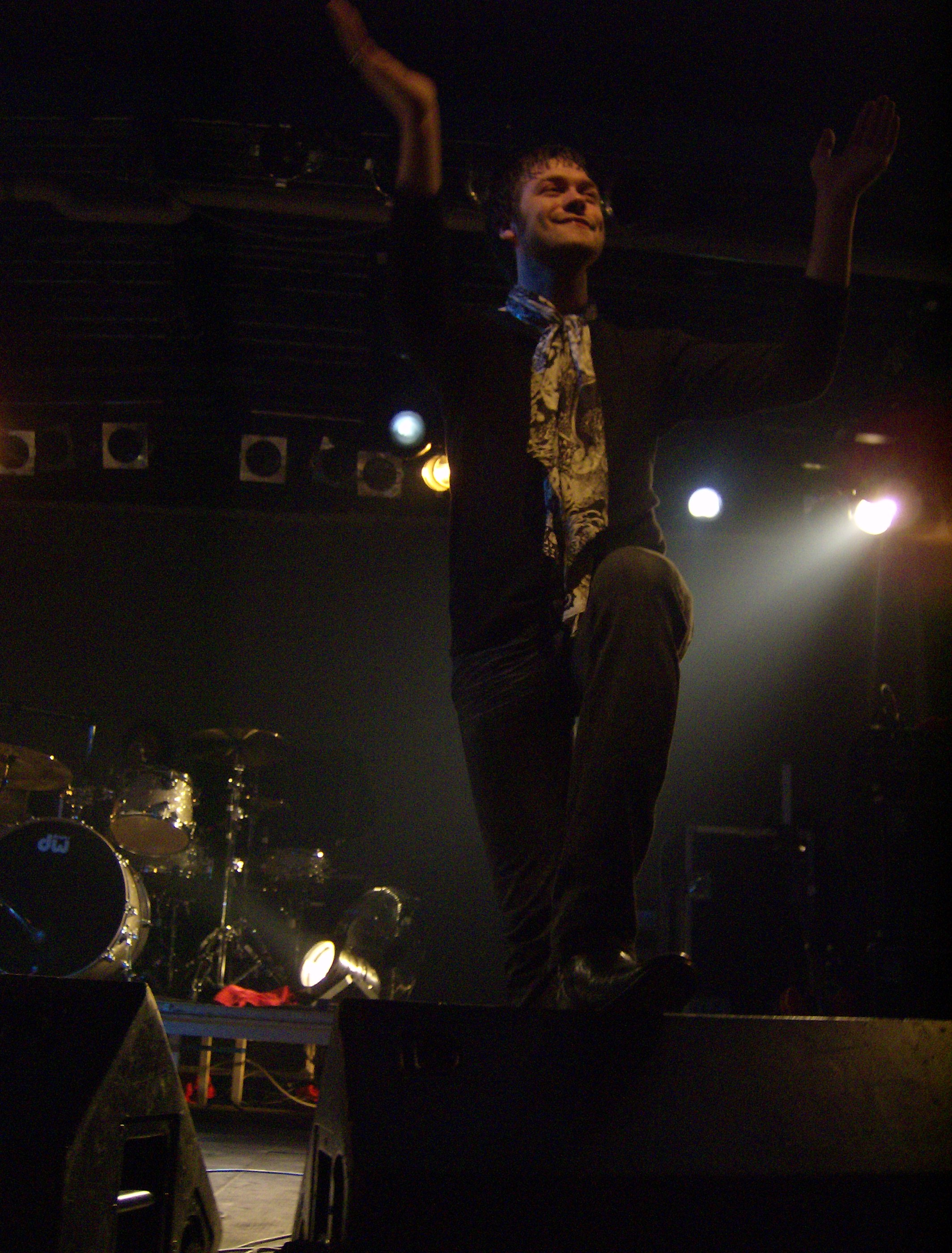
Tom Meighan in 2007 tijdens een concert in München.

Na terugkeer van de Amerikaanse toer met Oasis vertrokken de bandleden in november naar de Rockfield Studio's in Wales om aan een vervolgalbum te werken. De nummers werden in vier weken opgenomen. Meighan over het album: "Het is sexyer dan het eerste album. Het is ook stouter, maar niet te agressief." In juni 2006 werd de titel Empire bekendgemaakt. In die maand speelde de band op Oxegen Festival en als headliner op T in the Park. Deze optredens vonden plaats zonder Karloff, die vervangen werd door Jay Mehler.
In juni werd ook bekendgemaakt dat Karloff de band ging verlaten. Het nieuws werd via de officiële website bekendgemaakt via een bericht: "Karloff en de band hebben bepaalde creatieve en artistieke verschillen meegemaakt tijdens het schrijven en opnemen van het tweede album. Deze onverenigbare aanpak heeft geresulteerd in de vraag voor het vertrek van Karloff door de overige bandleden." Meighan over het besluit: "Fans moeten begrijpen dat als wij problemen in de band direct bespreken. We zijn nog steeds een groep vrienden." Meighan was "teleurgesteld" met het besluit en noemde Karloff nog wel een "vriend en geweldige muzikant". In augustus toerde de band verder als voorprogramma van de Rolling Stones.
In augustus 2006 verscheen Empire met het gelijknamige nummer als eerste single. De daaropvolgende singles werden "Shoot The Runner" en "Me Plus One". De rest van het jaar spendeerde Kasabian aan concerten: in september volgde ter promotie van het album een Amerikaanse toer. In december toerde Kasabian door het Verenigd Koninkrijk, beginnend met een show in het eigen Leicester en afgesloten in het Londense Earl's Court.

### 2007 - heden:West Ryder Pauper Lunatic Asylum
In 2007 kreeg de band de prijs voor Best Live Act tijdens de NME Awards. Ook werd er gewerkt aan een nieuwe ep, genaamd Fast Fuse. De plaat werd opgenomen in het huis van Pizzorno, die het geheel ook zelf produceerde. De uitgave volgde in september. In de winter begon Kasabian met het werk aan het derde album en in januari was het werk "halverwege". Pizzorno noemde de nieuwe nummers "psychedelisch". Later voegde hij toe dat de muziek geworteld is in techno en dance, maar ook jaren 60-muziek. Kasabian werkte heel het jaar door aan het album, waarvan de opnamen in San Francisco plaatsvonden. Dit gebeurde met producer Dan the Automator. Ondertussen werden er wel enkele optredens gehouden, onder andere in het voorprogramma van Muse tijdens twee optredens in Ierland en het Creamfields Festival.
Begin 2009 werd de titel van het derde album bekendgemaakt: West Ryder Pauper Lunatic Asylum. Het werd vernoemd naar een 19e-eeuws psychiatrisch ziekenhuis in Wakefield. In het voorjaar speelde Kasabian op Teenage Cancer Trust in de Royal Albert Hall. In de zomer speelde de band een Britse concertreeks en het Glastonbury Festival.
Kasabian trad in 2010 op als voorprogramma voor U2 tijdens drie optredens van de U2 360° Tour.
In maart 2013 werd bekendgemaakt dat gitarist Jay Mehler de groep verlaten had en ging spelen bij Beady Eye, de groep van Liam Gallagher. Op 9 juni 2014 werd hun nieuwe album officieel gelanceerd. Het was voordien wel reeds beluisterbaar via hun website. Het nieuwe album heet 48:13, verwijzend naar de totale speelduur van het album. De eerste single hieruit is Eez-eh.
In maart 2017 bracht Kasabian hun eerste single uit van hun aankomende zesde studioalbum getiteld "You're in Love with a Psycho". Na 4 jaar kwam het zesde studioalbum uit getiteld:"For crying out loud". Dit album werd wisselend onthaald door de pers en behaalde de eerste plaats in de album top 100 van het Verenigd Koninkrijk. Tom Meighan vertelde in een interview met BBC radio 1 dat de persoon op de albumcover de gitaartechnicus was van Sergio Pizzorno.

## Bezetting
- Sergio Pizzorno: gitaar, synthesizer, zang  (1999-heden)
- Christopher Edwards: basgitaar  (1999-heden)
- Ian Matthews: drums  (2005-heden)

### Voormalige bandleden
- Tom Meighan: zang  (1999-2020)
- Christopher Karloff: gitaar, basgitaar, synthesizer  (1999-2006)
- Ash Hannis: drums  (?-2004)
- Jay Mehler: gitaar (live)  (2006-2013) [28]

## Discografie

### Albums
| Album met eventuele hitnotering(en) in de Nederlandse Album Top 100 | Datum van verschijnen | Datum van binnenkomst | Hoogste positie | Aantal weken | Opmerkingen |
| ------------------------------------------------------------------- | --------------------- | --------------------- | --------------- | ------------ | ----------- |
| Kasabian                                                            | 06-09-2004            | 29-01-2005            | 72              | 7            |             |
| Empire                                                              | 26-01-2007            | -                     |                 |              |             |
| West ryder pauper lunatic asylum                                    | 05-06-2009            | 29-08-2009            | 85              | 1            |             |
| Velociraptor!                                                       | 16-09-2011            | 24-09-2011            | 37              | 3            |             |
| 48:13                                                               | 09-06-2014            |                       |                 |              |             |
| For crying out loud                                                 | 05-05-2017            | 13-05-2017            | 35              | 1            |             |

| Album met hitnotering(en) in de Vlaamse Ultratop 200 albums | Datum van verschijnen | Datum van binnenkomst | Hoogste positie | Aantal weken | Opmerkingen |
| ----------------------------------------------------------- | --------------------- | --------------------- | --------------- | ------------ | ----------- |
| Velociraptor!                                               | 16-09-2011            | 24-09-2011            | 16              | 32*          |             |
| 48:13                                                       | 09-06-2014            |                       |                 |              |             |

### Singles
| Single met eventuele hitnotering(en) in de Nederlandse Top 40 | Datum van verschijnen | Datum van binnenkomst | Hoogste positie | Aantal weken | Opmerkingen                 |
| ------------------------------------------------------------- | --------------------- | --------------------- | --------------- | ------------ | --------------------------- |
| L.S.F.                                                        | 09-08-2004            | -                     |                 |              | Nr. 88 in de Single Top 100 |
| Processed Beats                                               | 2005                  | 26-02-2005            | 37              | 3            | Nr. 30 in de Single Top 100 |

| Single met hitnotering(en) in de Vlaamse Ultratop 50 | Datum van verschijnen | Datum van binnenkomst | Hoogste positie | Aantal weken | Opmerkingen |
| ---------------------------------------------------- | --------------------- | --------------------- | --------------- | ------------ | ----------- |
| Fire                                                 | 20-07-2009            | 19-09-2009            | tip3            | -            |             |
| Where Did All the Love Go?                           | 10-08-2009            | 19-09-2009            | tip3            | -            |             |
| Days Are Forgotten                                   | 01-08-2011            | 20-08-2011            | tip10           | -            |             |
| Re-wired                                             | 24-10-2011            | 12-11-2011            | tip13           | -            |             |
| Goodbye Kiss                                         | 23-01-2012            | 11-02-2012            | tip17           | -            |             |
| Man of Simple Pleasures                              | 2012                  | 26-05-2012            | tip55           |              |             |
| Let's Roll Just Like We Used To                      | 2012                  | 17-11-2012            | tip38           |              |             |
| Eez-eh                                               | 2014                  | 10-05-2014            | tip30           | -            |             |
| Bumblebee                                            | 2014                  | 20-09-2014            | tip88           | -            |             |
| Stevie                                               | 2014                  | 29-11-2014            | tip64           | -            |             |
| You're in Love with a Pyscho                         | 2017                  | 01-04-2017            | tip16           | -            |             |

## Prijzen

### Gewonnen
| Jaar | Prijs      | Categorie     | Album/single |
| ---- | ---------- | ------------- | ------------ |
| 2007 | NME Awards | Best Live Act | [ 17 ]       |